# Burg Hollenfels
Burg Hollenfels (luxemburgisch: Buerg Huelmes) ist eine Felsenburg auf einer Felsspitze im Eischtal auf dem Gebiet der luxemburgischen Gemeinde Helperknapp im Kanton Mersch in Luxemburg.

## Geschichte
Zum Jahr 1041 wird Isenbald von Holfels als Burgherr genannt. Um 1238 wird ein Eckhard von Hollenfels erwähnt. Zu dieser Zeit stand jedoch noch nicht der Wohn- und Wehrturm. Ab 1380 begann der Bau des fünfstöckigen Bergfrieds, der als einziger Teil der ursprünglichen Anlage erhalten geblieben ist. Von 1390 bis 1477 gehörte die Burg anteilig den Herren von Hollenfels und denen von Autel/Elter. 1477 fiel ein Ritter von Hollenfels in der Schlacht bei Nancy. Von 1480 bis 1600 wurde Hollenfels anteilig von den Herren Rollingen/de Raville, den rheinischen Herren von Greiffenclau und den Raugrafen gehalten.
Um 1600 kam der im spanischen Dienst stehende Oberst Sebastian von Tynner und Hohenstein in den Besitz eines Teils der Burg, bevor er 1624 die anderen Teile käuflich erwarb. Durch Vererbung ging 1632 die Burg an seine Schwägerin Lucia van Hohenstein, Witwe von Pieter van Broeckhoven – einem Rat aus ’s-Hertogenbosch in Brabant. Deren Söhne überließen 1649 Amalia von Solms das Anwesen.
1681 wurde Hollenfels von französischen Truppen belagert und erobert. Schwere Zerstörungen erlitten Ort und Burg 1683 beim erfolglosen Versuch der Rückeroberung durch spanische Truppen. 1691 wird ein J. B. de Brias als Burgherr genannt, der ab 1729 ein Wohngebäude im neobarocken Stil, das sogenannte Schloss, errichten ließ. 
Am 21. Februar 1787 erhielt Jean-Frédéric-Joseph de Brias den neu geschaffenen Titel eines Grafen von Hollenfels. 1818 verkaufte sein Nachfahre Louis-Antoine das Schloss an den Gouverneur Joseph Thorn. Von 1820 bis 1920 blieb die Burg unbewohnt und war dem Verfall preisgegeben. 1920 wurde die Burg durch den luxemburgischen Architekten Schoenberg restauriert. Während der deutschen Besetzung im Zweiten Weltkrieg wurde die Burg dem Bund Deutscher Mädel überlassen und von 1945 bis 1948 wurde sie als Lager für Kriegsgefangene benutzt. Seit 1948 ist die Burg in staatlichem Besitz. Heute befindet sich hier eine Jugendherberge. Außerdem dient die Burg dem Service National de Jeunesse als Standort für Jugendfreizeitangebote.

## Das Gebäude
An der Burg Hollenfels ist der Bergfried besonders auffällig. Insgesamt hat er eine Höhe von 23 Meter und ein 16 Meter hohes Dach mit Wehrgang. Die Grundfläche misst 14 mal 12,5 Meter. Rechts neben dem Bergfried findet sich noch ein Rundturm mit erhaltener Burgmauer. Der zentrale Raum ist der Rittersaal, der als Treffpunkt der Burgherren diente, im Turm. Zwei Stockwerke über diesem war wahrscheinlich ein Zimmer für die Herrschaften der Burg. Hier kann man heutzutage noch eines der mittelalterlichen Plumpsklos besuchen.

## Der Brunnen
Interessant ist auch der Brunnen, durch den ein geheimer Eingang führt. Früher war es so möglich, die belagerte Burg heimlich mit Lebensmitteln zu versorgen oder zu evakuieren. Den unerwünschten Besuchern hat man dann die Bretter über dem Brunnen weg gezogen, so dass diese entweder in den Brunnen gefallen sind oder die Burg nicht sofort erreichen konnten. Überreste von diesem Gang kann man heutzutage noch besuchen.